# Nakatsu
Nakatsu (中津市 -shi) é uma cidade japonesa localizada na província de Oita.
Em 2003 a cidade tinha uma população estimada em 66 755 habitantes e uma densidade populacional de 1 201,06 h/km². Tem uma área total de 55,58 km².
Recebeu o estatuto de cidade a 20 de Abril de 1929.